# Griekenland op het Eurovisiedansfestival
Griekenland deed in 2007 en 2008 mee aan het Eurovisiedansfestival.
In 2007 stuurde Griekenland: Ourania Kolliou en Spiros Pavlidis naar het festival met de jive en de sirtaki haalden ze een 13de plaats.
Ook in 2008 deed Griekenland mee. Dit keer met: Jason Roditis en Tonja Kosovitsj, zij dansten alleen de Latijnse dans. Dit keer behaalde Griekenland de 7de plaats.
Sinds 2009 wordt het festival niet meer gehouden.

## Lijst van Griekse deelnames
| Jaar | Artiest                            | Stijl           | Plaats | Punten |
| ---- | ---------------------------------- | --------------- | ------ | ------ |
| 2007 | Ourania Kolliou en Spiros Pavlidis | jive en sirtaki | 13     | 31     |
| 2008 | Jason Roditis en Tonja Kosovitsj   | Latijnse dans   | 7      | 72     |

2007 · 2008 
Zie ook: Eurovisiesongfestival · Junior Eurovisiesongfestival · Eurovision Young Musicians · Eurovision Young Dancers · Eurovision Choir
Azerbeidzjan · Denemarken · Duitsland · Finland · Griekenland · Ierland · Litouwen · Nederland · Oekraïne · Oostenrijk · Polen · Portugal · Rusland · Spanje · Verenigd Koninkrijk · Wit-Rusland · Zweden · Zwitserland